# Wilhelm von Sommerfeld
Wilhelm Julius Leopold von Sommerfeld (* 5. Juli 1801 in Koppen, Kreis Züllichau; † 3. Januar 1871 in Fraustadt) war ein preußischer Generalleutnant.

## Leben

### Herkunft
Wilhelm war ein Sohn von Ernst von Sommerfeld (1758–1825) und dessen Ehefrau Dorothea, geborene von Knobelsdorff (1769–1807) aus dem Hause Tauchel. Sein Vater war preußischer Kapitän a. D., Landrat, Landschaftsdirektor sowie Herr auf Koppen. Der preußische Generalmajor Ernst von Sommerfeld (1795–1863) war sein älterer Bruder.

### Militärkarriere
Sommerfeld besuchte das Berliner Kadettenhaus und wurde am 10. April 1819 als Sekondeleutnant dem 6. Infanterie-Regiment der Preußischen Armee überwiesen. Zur weiteren Ausbildung absolvierte er 1822/25 die Allgemeine Kriegsschule und war 1829/31 zum Topographischen Büro kommandiert. Als Premierleutnant war Sommerfeld in den Jahren 1835/38 Regimentsadjutant. Anschließend wurde er Mitte Oktober 1838 als Adjutant der 9. Infanterie-Brigade nach Glogau kommandiert. Unter Beförderung zum Kapitän und der Ernennung zum Kompaniechef kehrte Sommerfeld am 15. Juni 1841 in den Truppendienst zurück. Ende Mai 1848 stieg er zum Major auf und nahm im Jahr darauf als Kommandeur des II. Bataillons an der Niederschlagung der Badischen Revolution. Dafür wurde Sommerfeld mit dem Roten Adlerorden IV. Klasse mit Schwertern ausgezeichnet. Er avancierte Ende März 1853 zum Oberstleutnant, wurde am 4. April 1857 zum Kommandeur des 7. Infanterie-Regiments in Posen ernannt und wenige Tage später zum Oberst befördert. Unter Beförderung zum Generalmajor folgte am 31. Mai 1859 seine Versetzung zu den Offizieren von der Armee, bevor er am 14. Juni 1859 Kommandeur der 29. Infanterie-Brigade in Köln wurde. Zugleich hatte Sommerfeld ab dem 23. Oktober 1859 auch das Kommando über die preußische Besatzung in Frankfurt am Main. Unter Belassung in diesem Kommando wurde er am 31. Januar 1860 Kommandeur der 32. Infanterie-Brigade. In dieser Stellung erhielt Sommerfeld im Mai 1860 den Roten Adlerorden II. Klasse mit Schwertern am Ringe sowie Anfang Dezember 1861 das Ehrenkreuz von Schwarzburg I. Klasse. Vom 29. Januar 1863 bis zum 3. Januar 1864 war er Kommandant von Stettin und wurde anschließend unter Verleihung des Charakters als Generalleutnant mit Pension zur Disposition gestellt.

### Familie
Sommerfeld verheiratete sich am 28. Mai 1839 in Riebnitz bei Krossen mit Maria von Hanneken (1807–1886), Tochter des Generalmajors Ludwig von Hanneken (1780–1854). Aus der Ehe gingen folgende Kinder hervor:
- Marie (* 1840) ⚭ Ernst Oelze († 1866), Prediger
- Anna (1842–1843)
- Elisabeth (* 1845)

⚭ 1874 Otto von Zobeltitz († 1882), Herr auf Gleinig, Landesältester, preußischer Rittmeister a. D.
⚭ 1889 Fedor von Zobeltitz († 1896), Herr auf Rumianek, preußischer Hauptmann a. D.
- Ernst (18477–1922), preußischer Oberstleutnant

⚭ 1881 Helene Hantelmann (1850–1896)
⚭ 1906 Gisela von Nathusius (* 1872), Künstlerin und Tochter von Gottlob Engelhard von Nathusius